# Győrújbarát
Győrújbarát (vyslovováno [ďérújbarát]) je obec v Maďarsku v župě Győr-Moson-Sopron, spadající pod okres Győr. Vznikla v roce 1969 sloučením dvou obcí Kisbarát a Nagybarát. Bezprostředně sousedí s Győrem a jeho částí Menfőcsanak. V roce 2015 zde žilo 6 401 obyvatel. Dle údajů z roku 2011 zde žilo 90,4 % Maďarů a 1,7 % Němců. Název doslovně znamená „nový přítel u Győru“.
Sousedními vesnicemi jsou Nyúl a Tényő, sousedním městem Győr.